# Росс-Корнер (Нью-Джерсі)
Росс-Корнер (англ. Ross Corner) — переписна місцевість (CDP) в США, в окрузі Сассекс штату Нью-Джерсі. Населення — 120 осіб (2020).

## Географія
Росс-Корнер розташований за координатами 41°7′39″ пн. ш. 74°42′48″ зх. д. / 41.12750° пн. ш. 74.71333° зх. д. (41.127527, -74.713356).  За даними Бюро перепису населення США в 2010 році переписна місцевість мала площу 1,28 км², з яких 1,27 км² — суходіл та 0,01 км² — водойми.

## Демографія
Згідно з переписом 2010 року, у переписній місцевості мешкало 13 осіб у 5 домогосподарствах у складі 5 родин. Густота населення становила 10 осіб/км².  Було 7 помешкань (5/км²).
Расовий склад населення:
| - 100,0 % — білих |

До двох чи більше рас належало 0,0 %. Частка іспаномовних становила 0,0 % від усіх жителів.
За віковим діапазоном населення розподілялося таким чином: 7,7 % — особи молодші 18 років, 46,1 % — особи у віці 18—64 років, 46,2 % — особи у віці 65 років та старші. Медіана віку мешканця становила 64,5 року. На 100 осіб жіночої статі у переписній місцевості припадало 116,7 чоловіків;  на 100 жінок у віці від 18 років та старших — 140,0 чоловіків також старших 18 років.
Цивільне працевлаштоване населення становило 0 осіб. 